# Odyssey Sims
Odyssey Sims est une basketteuse américaine née le 13 juillet 1992 à Irving (Texas).

## Baylor
Au lycée McArthur, cette gauchère totalise en senior 22,5 points, 4,6 passes décisives et 4,4 rebonds. Elle est appréciée pour sa vitesse, sa réactivité et des aptitudes égales en attaque et en défense. Elle est nommée WBCA All-American.
Elle rejoint les Lady Bears, le surnom des joueuses de l'université Baylor. En freshman, elle débute 27 matches sur 36 disputés et devient la deuxième scoreuse de l'équipe avec 13,1 points de moyenne et 3,1 passes décisives. Elle score 10 points ou plus lors de 25 des 32 dernières rencontres jouées, dont six fois 20 points ou plus. Baylor obtient 34 victoires pour 4 revers, remporte le tournoi de la Big 12 Conference et atteint les quarts de finale du tournoi final NCAA.
En été 2011, elle obtient avec la sélection américaine la médaille d'or au Mondial universitaire (6,2 points, 2,0 rebonds en 18 minutes de jeu).
En 2011-2012, Baylor réalise la saison parfaite avec 40 victoires en 40 rencontres, devenant ainsi la septième équipe féminine de NCAA à terminer la saison invaincue, après Texas en 1986, Tennessee en 1998 et Connecticut, quatre fois en 1995, 2002, 2009 et 2010. Baylor est également la première équipe de NCAA à obtenir 40 victoires lors de la même saison. Baylor remporte ainsi le tournoi de la Big 12 Conference puis le deuxième titre de Championnat NCAA féminin de l'histoire de l'université. Lors de celui-ci, Brittney Griner est désignée meilleure joueuse du Final Four. Lors de la finale contre les Fighting Irish de Notre Dame elle marque 19 points, capte 7 rebonds, 2 interceptions et distribue 4 passes décisives. 
Ses 1 054 points en senior sont le total le plus élevé sur une saison de première division NCAA, surpassés par les 1 062 points de Jackie Stiles (Missouri State), pour un total en carrière de 2 533 points  supérieur à celui de son ancienne équipière Brittney Griner, établissant un nouveau record pour la Big 12. Elle est draftée en 2014 par le Shock de Tulsa (l'ancien nom des Wings de Dallas) en seconde position.

## WNBA
Elle s'impose rapidement en WNBA comme en témoignent ses 30 points marqués face au Sun du Connecticut le 3 juillet 2014, puis ses 39 points le 22 juillet 2014 avec 15 tirs réusis sur 20 lors d'une rencontre en double prolongation perdue face aux Stars, établissant la seconde meilleure marque d'une rookie après les 40 points de Candace Parker. Elle est nommée rookie de juillet, mois au cours duquel elle a été la meilleure marqueuse d'entre elles avec 18,3 points par rencontre, troisième aux passes décisives (4,0)  et à l'adresse aux lancers francs (87,1 %) avec 8 rencontres sur 13 à 15 points ou plus et des pics à 30 points le 3 juillet dans une victoire face au Sun 96 à 83 et un record en carrière à 39 points (15 tirs réussis sur 20) le 22 juillet dans une défaite 93 à 95 face aux Stars.
Lors la dernière semaine d'août 2015, elle remporte pour la première fois de sa carrière la récompense de joueuse de la semaine au moment où le Shock de Tulsa décroche une qualification en play-offs pour la première fois depuis sa relocalisation à Tulsa. Elle conduit son équipe à la victoire (76-66) avec 15 points, 4 passes décisives, 3 interceptions et 2 rebonds face aux Sparks de Los Angeles, puis inscrit 30 points avec 8 tirs réussis sur 15 et 12 tirs sans échec aux lancers francs - son plus haut total de l'année - et 5 passes décisives lors d'un succès 76 à 70 face au Fever de l'Indiana, pour être seconde meilleure marqueuse et passeuse (22,5 points et 4,5 passes décisives) de la conférence sur cette semaine.
En avril 2019, elle est échangée avec Alexis Jones pour rejoindre le Lynx du Minnesota, après une saison en Californie de 34 rencontres dont 24 titularisations pour des moyennes de 8,2 points, 2,5 rebonds et 2,8 passes décisives en 25,5 minutes inférieures à ses statistiques en carrière. Pour sa première année avec le Lynx, ses statistiques sont de 14,5 points, 5,4 passes décisives et 3,4 rebonds. Elle donne naissance à son fils en avril 2020 mais en raison du décalage de la saison WNBA 2020 due à la pandémie de Covid-19, elle renoue avec la compétition en août.
Le 15 février 2021, le Fever transfère son deuxième tour de la draft 2022 WNBA au Lynx contre leur premier et troisième tours de 2022 draft, Odyssey Sims  et les droits exclusifs de Temi Fagbenle. Par la suite, le Fever libère Sims.

## Étranger
En 2014-2015, elle rejoint le club sud-coréen de KEB Hanabank. Ses moyennes y sont de 9,8 points, 3,5 rebonds et 2,1 passes décisives. Pour 2015-2016, elle rejoint le club turc d'Abdullah Gül Üniversitesi.

## Équipe nationale
Figurant dans la présélection américaine championnat du monde 2014 puis est retenue dans la sélection finale.
Elle est retenue dans la Select Team, l'équipe qui sert de partenaire à la sélection olympique de 2016. Lors d'une rencontre amicale les opposant (84-88), elle s'illustre avec 17 points, 6 passes décisives et 6 rebonds.

## Palmarès
- Médaille d'or au Mondial universitaire 2011 en Chine[1]
- Championne NCAA 2012
- Médaille d’or du Championnat du monde 2014

## Distinctions personnelles
- All-Big 12 First team (2012[1])
- All-Big 12 Defensive Team (2012[1])
- USBWA National Freshman of the Year (2011[1])
- Big 12 Freshman of the Year (2011[3])
- WNBA All-Rookie Team 2014 [19]
- Sélection au WNBA All-Star Game 2019[20].